# Liste von Namensreaktionen/M
| Entdecker                                                                     | Jahr                    | Reagenzien                                                                                      | Kurzbeschreibung                                                                           | Zielmolekül(e)                                                                     | Quelle                  |
| MacDonald-Fischer-Abbau                                                       | MacDonald-Fischer-Abbau | MacDonald-Fischer-Abbau                                                                         | MacDonald-Fischer-Abbau                                                                    | MacDonald-Fischer-Abbau                                                            | MacDonald-Fischer-Abbau |
| ----------------------------------------------------------------------------- | ----------------------- | ----------------------------------------------------------------------------------------------- | ------------------------------------------------------------------------------------------ | ---------------------------------------------------------------------------------- | ----------------------- |
| Donald L. MacDonald, Hermann O. L. Fischer                                    | 1952                    | Hexosen, Ethanthiol, Perphthalsäure, Hydrazin                                                   | Bildung eines Dithioacetals, Oxidation, Reaktion mit Hydrazin, Benzaldehyd-Spaltung        | Pentosen                                                                           | [ 1 ]                   |
| MacDonald-Kondensation                                                        |                         |                                                                                                 |                                                                                            |                                                                                    |                         |
| S. F. MacDonald                                                               | 1960                    | Pyrrole, Pyrrolaldehyde, Säure, Sauerstoff                                                      | Kondensation, Oxidation                                                                    | Porphyrine                                                                         | [ 2 ]                   |
| Madelung-Indolsynthese                                                        |                         |                                                                                                 |                                                                                            |                                                                                    |                         |
| Walter Madelung                                                               | 1912                    | ortho-Alkyl-N-acylaniline, Base                                                                 | intramolekulare Cyclisierung                                                               | Indole                                                                             | [ 3 ]                   |
| Reaktionsschema Madelung-Indolsynthese                                        |                         |                                                                                                 |                                                                                            |                                                                                    |                         |
| Magnus-Indolsynthese                                                          |                         |                                                                                                 |                                                                                            |                                                                                    |                         |
| Philip Magnus                                                                 | 1998                    | terminale Triisopropylsilylprop‐2‐inylaniline, Methansulfonsäure                                | Cyclisierung                                                                               | Indole                                                                             | [ 4 ]                   |
| Maillard-Reaktion                                                             |                         |                                                                                                 |                                                                                            |                                                                                    |                         |
| Louis Camille Maillard                                                        | 1912                    | Aminverbindungen in Lebensmitteln                                                               | Bräunungsreaktion in Hitze                                                                 | Melanoidine                                                                        | [ 5 ]                   |
| Maitland-Japp-Reaktion                                                        |                         |                                                                                                 |                                                                                            |                                                                                    |                         |
| William Maitland, Francis Robert Japp                                         | 1904                    | Ketone, Aldehyde                                                                                | Kondensation                                                                               | Tetrahydropyranone                                                                 | [ 6 ]                   |
| Reaktionsschema Maitland-Japp-Reaktion                                        |                         |                                                                                                 |                                                                                            |                                                                                    |                         |
| Majetich-Annelierung                                                          |                         |                                                                                                 |                                                                                            |                                                                                    |                         |
| George Majetich                                                               | 1985                    | Allylsilane, Fluoride/Lewis-Säuren                                                              | intramolekulare Cyclisierung                                                               | Cycloalkane                                                                        | [ 7 ]                   |
| Makosza-Reaktion                                                              |                         |                                                                                                 |                                                                                            |                                                                                    |                         |
| Mieczysław Mąkosza                                                            | 1983                    | Nitroaromaten, Carbanionen, Base                                                                | nucleophile Substitution                                                                   | alkylierte Nitroaromaten                                                           | [ 8 ]                   |
| Reaktionsschema Makosza-Reaktion                                              |                         |                                                                                                 |                                                                                            |                                                                                    |                         |
| Makosza-Indolsynthese                                                         |                         |                                                                                                 |                                                                                            |                                                                                    |                         |
| Mieczysław Mąkosza                                                            | 1997                    | ortho-Nitroarylethane, Base, Zink                                                               | Cyclisierung, Reduktion                                                                    | Indole                                                                             | [ 9 ]                   |
| Malaprade-Reaktion                                                            |                         |                                                                                                 |                                                                                            |                                                                                    |                         |
| Léon Malaprade                                                                | 1928                    | cis-Diole, meta-Periodsäure                                                                     | Oxidation                                                                                  | Carbonylverbindungen                                                               | [ 10 ]                  |
| Reaktionsschema Malaprade-Reaktion                                            |                         |                                                                                                 |                                                                                            |                                                                                    |                         |
| Malonester-Synthese                                                           |                         |                                                                                                 |                                                                                            |                                                                                    |                         |
| Johannes Wislicenus (benannt nach Ausgangsstoff)                              | 1877                    | Malonsäureester, Alkylhalogenide, Base                                                          | Deprotonierung, Alkylierung, Hydrolyse, Abspaltung von CO2                                 | Carbonsäuren                                                                       | [ 11 ]                  |
| Reaktionsschema Malonester-Synthese                                           |                         |                                                                                                 |                                                                                            |                                                                                    |                         |
| Mamedov-Umlagerung                                                            |                         |                                                                                                 |                                                                                            |                                                                                    |                         |
| V. A. Mamedov                                                                 | 2004                    | Chinoxachinone, N-Nucleophile                                                                   | Bildung einer Spiroverbindung, Umlagerung                                                  | 2-Heteroaryl-substituierte Benzimidazole                                           | [ 12 ]                  |
| Mann-Etherdealkylierung                                                       |                         |                                                                                                 |                                                                                            |                                                                                    |                         |
| Frederick G. Mann                                                             | 1963                    | Alkylarylether/-thioether, Diarylphosphin/Lithiumaluminiumhydrid oder Arsenid-Ionen             | Abspaltung der Alkylgruppe                                                                 | Phenole/Thiole                                                                     | [ 13 ]                  |
| Mannich-Reaktion                                                              |                         |                                                                                                 |                                                                                            |                                                                                    |                         |
| Carl Mannich                                                                  | 1917                    | CH-acide Verbindungen, Aldehyde, primäre/sekundäre Amine                                        | Aminoalkylierung                                                                           | Mannich-Basen                                                                      | [ 14 ]                  |
| Reaktionsschema Mannich-Reaktion                                              |                         |                                                                                                 |                                                                                            |                                                                                    |                         |
| Maquenne-Synthese                                                             |                         |                                                                                                 |                                                                                            |                                                                                    |                         |
| Léon Maquenne                                                                 | 1891                    | Weinsäure, Salpetersäure, Kupfer(II)-acetat, Ammoniak, Aldehyde                                 | Nitrierung, Reduktion, Aminierung, Addition, Cyclisierung                                  | Imidazole                                                                          | [ 15 ]                  |
| Marciniec-Kupplung                                                            |                         |                                                                                                 |                                                                                            |                                                                                    |                         |
| Bogdan Marciniec                                                              | 2007                    | Bis-(Vinyldimethylsilyl)aromaten, 1,4-Divinylbenzol, Rhodium-Katalysator                        | Kupplung                                                                                   | Silyl-verbrückte Polymere                                                          | [ 16 ]                  |
| Marckwald-asymmetrische Synthese                                              |                         |                                                                                                 |                                                                                            |                                                                                    |                         |
| Willy Marckwald                                                               | 1904                    | 2-Ethyl-2-methylmalonsäure, Brucin                                                              | thermische Decarboxylierung                                                                | 2-Methylbuttersäure                                                                | [ 17 ]                  |
| Markó-Lam-Desoxygenierung                                                     |                         |                                                                                                 |                                                                                            |                                                                                    |                         |
| István E. Markó, Kevin Lam                                                    | 2008                    | Hydroxygruppen, p-Toluoylchlorid, Samarium(II)-iodid/HMPA oder Elektrolyse                      | Veresterung, Reduktion                                                                     | Alkylgruppen                                                                       | [ 18 ]                  |
| Reaktionsschema Markó-Lam-Desoxygenierung                                     |                         |                                                                                                 |                                                                                            |                                                                                    |                         |
| Marschalk-Reaktion                                                            |                         |                                                                                                 |                                                                                            |                                                                                    |                         |
| Charles Henri Marschalk                                                       | 1936                    | phenolische Anthrachinone, Aldehyd, Base, Natriumdithionit                                      | Deprotonierung, Aldoladdition, Aldolkondensation, Abspaltung von Hydroxid, Reduktion       | ortho-substituierte phenolische Anthrachinone                                      | [ 19 ]                  |
| Reaktionsschema Marschalk-Reaktion                                            |                         |                                                                                                 |                                                                                            |                                                                                    |                         |
| Marshall-Boronat-Fragmentierung                                               |                         |                                                                                                 |                                                                                            |                                                                                    |                         |
| James Marshall                                                                | 1966                    | Bicyclodecene, Diboran, Alkoholate                                                              | Grob-Fragmentierung                                                                        | Cyclodecadiene                                                                     | [ 20 ]                  |
| Martinet-Dioxindolsynthese                                                    |                         |                                                                                                 |                                                                                            |                                                                                    |                         |
| A. Guyot, J. Martinet                                                         | 1913                    | Anilin, Mesoxalsäureester, Base                                                                 | nukleophiler Angriff, Cyclisierung, Abspaltung von Alkoholen, CO2                          | Dioxindole                                                                         | [ 21 ]                  |
| Reaktionsschema Martinet-Dioxindolsynthese                                    |                         |                                                                                                 |                                                                                            |                                                                                    |                         |
| Martin-Indolsynthese                                                          |                         |                                                                                                 |                                                                                            |                                                                                    |                         |
| Pierre Martin                                                                 | 1984                    | N-Phenylhydroxamsäuren, Vinylacetat, Lithiumtetrachloropalladat                                 | Bildung eines N-O-Vinylhydroxylamins, Hetero-Cope-Umlagerung, Cyclisierung                 | N-Acylindole                                                                       | [ 22 ]                  |
| Masamune-Macrolactonisierung                                                  |                         |                                                                                                 |                                                                                            |                                                                                    |                         |
| Satoru Masamune                                                               | 1977                    | Hydroxythioester, Silber-, Quecksilber oder Kupfersalze                                         | Cyclisierung                                                                               | Macrolactone                                                                       | [ 23 ]                  |
| Mascarelli-Fluorensynthese                                                    |                         |                                                                                                 |                                                                                            |                                                                                    |                         |
| Luigi Mascarelli                                                              | 1936                    | 2-Amino-2'-alkylbiphenyle, Natriumnitrit                                                        | Diazotierung, Abspaltung von Stickstoff, Cyclisierung                                      | Fluorene                                                                           | [ 24 ]                  |
| Matsuda-Reaktion                                                              |                         |                                                                                                 |                                                                                            |                                                                                    |                         |
| Tsutomu Matsuda                                                               | 1977                    | Aryldiazoniumverbindungen, Alkene, Palladium-Katalysator                                        | Heck-Reaktion                                                                              | Arylalkene                                                                         | [ 25 ]                  |
| Matteson-Reaktion                                                             |                         |                                                                                                 |                                                                                            |                                                                                    |                         |
| Donald S. Matteson                                                            | 1963                    | Alkylborsäureester, Dihalogenmethyllithium, Zinkchlorid                                         | Addition der Dihalogenmethylgruppe an Bor, 1,2-Umlagerung                                  | α-Halogenalkylborsäureester                                                        | [ 26 ]                  |
| Mattox-Kendall-Reaktion                                                       |                         |                                                                                                 |                                                                                            |                                                                                    |                         |
| Vernon R. Mattox, Edward C. Kendall                                           | 1948                    | α-Bromketone, Phenylhydrazin                                                                    | Eliminierung von HBr                                                                       | α, β-ungesättigte Ketone                                                           | [ 27 ]                  |
| Reaktionsschema Mattox-Kendall-Reaktion                                       |                         |                                                                                                 |                                                                                            |                                                                                    |                         |
| Mattox-Umlagerung                                                             |                         |                                                                                                 |                                                                                            |                                                                                    |                         |
| Vernon R. Mattox                                                              | 1952                    | Steroide mit 1,7-Dihydroxyaceton-Seitenkette, Säure                                             | Eliminierung von Wasser                                                                    | 1,7-Glyoxal-Derivate                                                               | [ 28 ]                  |
| McCormack-Cycloaddition                                                       |                         |                                                                                                 |                                                                                            |                                                                                    |                         |
| William B. McCormack                                                          | 1953                    | 1,3-Butadien, Dichlorphosphane                                                                  | Cycloaddition                                                                              | Phospholenoxide                                                                    | [ 29 ]                  |
| Reaktionsschema McCormack-Cycloaddition                                       |                         |                                                                                                 |                                                                                            |                                                                                    |                         |
| McFadyen-Stevens-Reaktion                                                     |                         |                                                                                                 |                                                                                            |                                                                                    |                         |
| John S. McFayden, Thomas Stevens Stevens                                      | 1936                    | aromatische Hydrazide, Natriumcarbonat                                                          | Reduktion                                                                                  | aromatische Aldehyde                                                               | [ 30 ]                  |
| Reaktionsschema McFadyen-Stevens-Reaktion                                     |                         |                                                                                                 |                                                                                            |                                                                                    |                         |
| McLafferty-Umlagerung                                                         |                         |                                                                                                 |                                                                                            |                                                                                    |                         |
| Fred McLafferty                                                               | 1959                    | Doppelbindungshaltige Radikalkationen                                                           | Umlagerung                                                                                 | Abspaltung von Neutralmolekülen                                                    | [ 31 ]                  |
| Reaktionsschema McLafferty-Umlagerung                                         |                         |                                                                                                 |                                                                                            |                                                                                    |                         |
| McMurry-Reaktion                                                              |                         |                                                                                                 |                                                                                            |                                                                                    |                         |
| John E. McMurry                                                               | 1974                    | Aldehyde/Ketone, Titan(III)-chlorid/Titan(IV)-chlorid, Reduktionsmittel                         | Kupplungsreaktion                                                                          | Alkene                                                                             | [ 32 ]                  |
| Reaktionsschema McMurry-Reaktion                                              |                         |                                                                                                 |                                                                                            |                                                                                    |                         |
| Mead-reduktive-Cyclisierung                                                   |                         |                                                                                                 |                                                                                            |                                                                                    |                         |
| Keith T. Mead                                                                 | 1993                    | 2-Oxetanone, Säure                                                                              | Ringöffnung, reduktive Cyclisierung                                                        | Tetrahydrofurane                                                                   | [ 33 ]                  |
| Meerwein-Arylierung                                                           |                         |                                                                                                 |                                                                                            |                                                                                    |                         |
| Hans Meerwein                                                                 | 1939                    | Aryldiazoniumhalogenide, Alkene, Kupfer(II)-halogenid (Katalysator)                             | Arylierung                                                                                 | Arylalkene                                                                         | [ 34 ]                  |
| Reaktionsschema (Meerwein-Arylierung)                                         |                         |                                                                                                 |                                                                                            |                                                                                    |                         |
| Meerwein-Ponndorf-Verley-Reduktion                                            |                         |                                                                                                 |                                                                                            |                                                                                    |                         |
| Hans Meerwein, Wolfgang Ponndorf, Albert Verley                               | 1925                    | Aldehyde/Ketone, Isopropanol, Aluminiumisopropanolat                                            | Reduktion                                                                                  | Alkohole                                                                           | [ 35 ] [ 36 ] [ 37 ]    |
| Reaktionsschema Meerwein-Ponndorf-Verley-Reduktion                            |                         |                                                                                                 |                                                                                            |                                                                                    |                         |
| Meerwein-Reduktion                                                            |                         |                                                                                                 |                                                                                            |                                                                                    |                         |
| Hans Meerwein                                                                 | 1958                    | Aryldiazoniumsalze, Ether                                                                       | Reduktion                                                                                  | Arylverbindungen                                                                   | [ 38 ]                  |
| Meinwald-Umlagerung                                                           |                         |                                                                                                 |                                                                                            |                                                                                    |                         |
| Jerrold Meinwald                                                              | 1963                    | Epoxide, Lewis-Säure                                                                            | Umlagerung                                                                                 | Carbonylverbindungen                                                               | [ 39 ]                  |
| Reaktionsschema Meinwald-Umlagerung                                           |                         |                                                                                                 |                                                                                            |                                                                                    |                         |
| Meisenheimer-Umlagerung                                                       |                         |                                                                                                 |                                                                                            |                                                                                    |                         |
| Jakob Meisenheimer                                                            | 1919                    | Aminoxide                                                                                       | [1,2]- oder [2-3]-Umlagerung                                                               | Alkoxyamine                                                                        | [ 40 ]                  |
| Reaktionsschema Meisenheimer-Umlagerung                                       |                         |                                                                                                 |                                                                                            |                                                                                    |                         |
| Menke-Nitrierung                                                              |                         |                                                                                                 |                                                                                            |                                                                                    |                         |
| Jean Baptiste Menke                                                           | 1925                    | Aromaten, Kupfer(II)-nitrat, Essigsäureanhydrid                                                 | aromatische Substitution                                                                   | Nitroaromaten                                                                      | [ 41 ]                  |
| Reaktionsschema Menke-Nitrierung                                              |                         |                                                                                                 |                                                                                            |                                                                                    |                         |
| Menschutkin-Reaktion                                                          |                         |                                                                                                 |                                                                                            |                                                                                    |                         |
| Nikolai Menschutkin                                                           | 1890                    | Amine, Halogenalkane                                                                            | nukleophile Substitution                                                                   | quartäre Ammoniumsalze                                                             | [ 42 ]                  |
| Reaktionsschema Menschutkin-Reaktion                                          |                         |                                                                                                 |                                                                                            |                                                                                    |                         |
| Mentzer-Pyronsynthese                                                         |                         |                                                                                                 |                                                                                            |                                                                                    |                         |
| Charles Mentzer                                                               | 1946                    | Phenole, β-Ketoester/Malonate                                                                   |                                                                                            | Pyrone/Flavone                                                                     | [ 43 ]                  |
| Merrifield-Synthese                                                           |                         |                                                                                                 |                                                                                            |                                                                                    |                         |
| Robert Bruce Merrifield                                                       | 1963                    | N-geschützte Aminosäuren, Dicyclohexylcarbodiimid, Trifluoressigsäure                           | Festphasen-Peptidsynthese                                                                  | Peptide                                                                            | [ 44 ]                  |
| Meth-Cohn-Chinolinsynthese                                                    |                         |                                                                                                 |                                                                                            |                                                                                    |                         |
| O. Meth-Cohn                                                                  | 1978                    | Acylanilide, Phoshorylchlorid, Dimethylformamid                                                 | Vilsmeier-Haack-Reaktion, Ringschluss                                                      | 2-Chlor-3-substituierte Chinoline                                                  | [ 45 ]                  |
| Meyer-Reaktion                                                                |                         |                                                                                                 |                                                                                            |                                                                                    |                         |
| G. Meyer                                                                      | 1883                    | Natriumstannit/-arsenit/-plumbit, Halogenalkane                                                 |                                                                                            | Alkylstannonsäuren/-arsonsäuren/-plumbonsäuren                                     | [ 46 ]                  |
| Meyer-Hartmann-Reaktion                                                       |                         |                                                                                                 |                                                                                            |                                                                                    |                         |
| Victor Meyer, Christoph Hartmann                                              | 1894                    | Iodoxybenzole, Iodosobenzole, Silber(I)-oxid                                                    |                                                                                            | Diaryliodonium-Salze                                                               | [ 47 ]                  |
| Reaktionsschema Meyer-Hartmann-Reaktion                                       |                         |                                                                                                 |                                                                                            |                                                                                    |                         |
| Meyers Oxazolin-Methode                                                       |                         |                                                                                                 |                                                                                            |                                                                                    |                         |
| Albert I. Meyers                                                              | 1974                    | Oxazoline, LDA, Halogenalkane                                                                   | Deprotonierung, nukleophile Addition                                                       | Bildung einer C-C-Bindung                                                          | [ 48 ]                  |
| Meyers-Aldehydsynthese                                                        |                         |                                                                                                 |                                                                                            |                                                                                    |                         |
| Albert I. Meyers                                                              | 1969                    | Dihydro-1,3-oxazine, Butyllithium, Halogenalkane, Natriumborhydrid                              | Deprotonierung, Alkylierung, Reduktion                                                     | Aldehyde                                                                           | [ 49 ]                  |
| Reaktionsschema Meyers-Aldehydsynthese                                        |                         |                                                                                                 |                                                                                            |                                                                                    |                         |
| Meyers Lactamisierung                                                         |                         |                                                                                                 |                                                                                            |                                                                                    |                         |
| Albert I. Meyers                                                              | 1997                    | Oxocarbonsäuren, Aminoalkohole                                                                  | Cyclisierung                                                                               | Bicyclolactame                                                                     | [ 50 ]                  |
| Meyer-Schuster-Umlagerung                                                     |                         |                                                                                                 |                                                                                            |                                                                                    |                         |
| Kurt H. Meyer, Kurt Schuster                                                  | 1922                    | Propargylalkohole, Säure                                                                        | Umlagerung                                                                                 | α,β-ungesättigte Ketone                                                            | [ 51 ]                  |
| Reaktionsschema Meyer-Schuster-Umlagerung                                     |                         |                                                                                                 |                                                                                            |                                                                                    |                         |
| Michael-Addition                                                              |                         |                                                                                                 |                                                                                            |                                                                                    |                         |
| Arthur Michael                                                                | 1887                    | α,β-ungesättigte Carbonylverbindung, Nukleophil                                                 | nukleophile Addition                                                                       | Bildung einer Bindung zwischen α,β-ungesättigter Carbonylverbindung und Nukleophil | [ 52 ]                  |
| Reaktionsschema Michael-Addition                                              |                         |                                                                                                 |                                                                                            |                                                                                    |                         |
| Michaelis-Arbuzow-Phosphonatsynthese                                          |                         |                                                                                                 |                                                                                            |                                                                                    |                         |
| siehe Arbusow-Reaktion                                                        |                         |                                                                                                 |                                                                                            |                                                                                    |                         |
| Michaelis-Becker-Reaktion                                                     |                         |                                                                                                 |                                                                                            |                                                                                    |                         |
| August Michaelis, Thomas Becker                                               | 1897                    | Hydrogenphosphonate, Base, Halogenalkan                                                         | Deprotonierung, nukleophile Substitution                                                   | Alkylphosphonate                                                                   | [ 53 ]                  |
| Reaktionsschema Michaelis-Becker-Reaktion                                     |                         |                                                                                                 |                                                                                            |                                                                                    |                         |
| Michael-Stetter-Reaktion                                                      |                         |                                                                                                 |                                                                                            |                                                                                    |                         |
| siehe Stetter-Reaktion                                                        |                         |                                                                                                 |                                                                                            |                                                                                    |                         |
| Midland-Alpine-Boran-Reduktion                                                |                         |                                                                                                 |                                                                                            |                                                                                    |                         |
| Mark Midland                                                                  | 1977                    | Carbonylverbindungen, Alpine-Boran                                                              | asymetrische Reduktion                                                                     | enantioselektive Alkohole                                                          | [ 54 ]                  |
| Reaktionsschema Midland-Alpine-Boran-Reduktion                                |                         |                                                                                                 |                                                                                            |                                                                                    |                         |
| Miescher-Abbau                                                                |                         |                                                                                                 |                                                                                            |                                                                                    |                         |
| Karl Miescher                                                                 | 1944                    | Gallensäuren, Phenylmagnesiumbromid, Säure, N-Bromsuccinimid, Chromtrioxid                      | Grignard-Reaktion, Eliminierung, Bromierung, Eliminierung, Oxidation                       | Ketone                                                                             | [ 55 ]                  |
| Reaktionsschema Miescher-Abbau                                                |                         |                                                                                                 |                                                                                            |                                                                                    |                         |
| Migita-Kosugi-Stille-Kupplung                                                 |                         |                                                                                                 |                                                                                            |                                                                                    |                         |
| siehe Stille-Kupplung                                                         |                         |                                                                                                 |                                                                                            |                                                                                    |                         |
| Migita-Sano-Synthese                                                          |                         |                                                                                                 |                                                                                            |                                                                                    |                         |
| Toshihiko Migita, Hiroshi Sano                                                | 1988                    | o-(1-Hydroxyalkyl)benzyltributylstannane, Trifluoressigsäure                                    | [1,4]-Eliminierung                                                                         | Chinodimethane                                                                     | [ 56 ]                  |
| Mignonac-Reaktion                                                             |                         |                                                                                                 |                                                                                            |                                                                                    |                         |
| Georges Mignonac                                                              | 1921                    | Aldehyde/Ketone, Ammoniak, Wasserstoff, Nickel                                                  | katalytische Hydrierung                                                                    | primäre Amine                                                                      | [ 57 ]                  |
| Reaktionsschema Mignonac-Reaktion                                             |                         |                                                                                                 |                                                                                            |                                                                                    |                         |
| Milas-Hydroxylierung                                                          |                         |                                                                                                 |                                                                                            |                                                                                    |                         |
| Nicholas A. Milas                                                             | 1936                    | Alkene, Wasserstoffperoxid, Osmium(VIII)-oxid                                                   | Oxidation                                                                                  | cis-Diole                                                                          | [ 58 ]                  |
| Reaktionsschema Milas-Hydroxylierung                                          |                         |                                                                                                 |                                                                                            |                                                                                    |                         |
| Miller-Loudon-Snyder-Nitrilsynthese                                           |                         |                                                                                                 |                                                                                            |                                                                                    |                         |
| Marvin J. Miller, G. Marc Loudon, Harold R. Snyder                            | 1974/75                 | Benzaldehyde, Hydroxyamin, p-Nitrobenzonitrile                                                  | Bildung eines Oxims, Abspaltung von NO2                                                    | Arylnitrile                                                                        | [ 59 ] [ 60 ]           |
| Minisci-Reaktion                                                              |                         |                                                                                                 |                                                                                            |                                                                                    |                         |
| Francesco Minisci                                                             | 1971                    | (Hetero)aromaten, Carbonsäuren, Silbersalz, Oxidationsmittel                                    | radikalische Substitution                                                                  | alkylierte Aromaten                                                                | [ 61 ]                  |
| Reaktionsschema Minisci-Reaktion                                              |                         |                                                                                                 |                                                                                            |                                                                                    |                         |
| Mislow-Evans-Umlagerung                                                       |                         |                                                                                                 |                                                                                            |                                                                                    |                         |
| Kurt Mislow, David Evans                                                      | 1970                    | α-substituierte Allylsulfoxide, Thiophil                                                        | Umlagerung                                                                                 | Alkenole                                                                           | [ 62 ] [ 63 ]           |
| Reaktionsschema Mislow-Evans-Umlagerung                                       |                         |                                                                                                 |                                                                                            |                                                                                    |                         |
| Mitsunobu-Reaktion                                                            |                         |                                                                                                 |                                                                                            |                                                                                    |                         |
| Oyo Mitsunobu                                                                 | 1967                    | Alkohole, Triphenylphosphin, DEAD/DIAD/DMAD                                                     | Betain-Bildung, Deprotonierung, nukleophile Substitution                                   | Ester/Ether/Amine/Thioether                                                        | [ 64 ]                  |
| Reaktionsschema Mitsunobu-Reaktion                                            |                         |                                                                                                 |                                                                                            |                                                                                    |                         |
| Mitsunobu-Cyclodehydratisierung                                               |                         |                                                                                                 |                                                                                            |                                                                                    |                         |
| benannt nach Oyo Mitsunobu                                                    | 2007                    | Diole, Triphenylphosphin, DIAD                                                                  | Mitsunobu-Reaktion                                                                         | Epoxide                                                                            | [ 65 ]                  |
| Miyaura-Borylierung                                                           |                         |                                                                                                 |                                                                                            |                                                                                    |                         |
| Norio Miyaura                                                                 | 1995                    | Halogenaromaten, Tetraalkoxydiborane, Pd(0)-Verbindung (Katalysator)                            | Borierung                                                                                  | (Hetero)Arylborester                                                               | [ 66 ]                  |
| Reaktionsschema Miyaura-Borylierung                                           |                         |                                                                                                 |                                                                                            |                                                                                    |                         |
| Mizoroki‐Heck-Reaktion                                                        |                         |                                                                                                 |                                                                                            |                                                                                    |                         |
| siehe Heck-Reaktion                                                           |                         |                                                                                                 |                                                                                            |                                                                                    |                         |
| Moedritzer-Irani-Reaktion                                                     |                         |                                                                                                 |                                                                                            |                                                                                    |                         |
| Kurt Moedritzer, Riyad R. Irani                                               | 1966                    | Phosphonsäure, Formaldehyd, Amine                                                               | Kabachnik-Fields-Reaktion                                                                  | α-Aminomethylphosphonsäuren                                                        | [ 67 ]                  |
| Moffatt-Oxidation                                                             |                         |                                                                                                 |                                                                                            |                                                                                    |                         |
| siehe Pfitzner-Moffatt-Oxidation                                              |                         |                                                                                                 |                                                                                            |                                                                                    |                         |
| Moffatt-Swern-Oxidation                                                       |                         |                                                                                                 |                                                                                            |                                                                                    |                         |
| siehe Swern-Oxidation                                                         |                         |                                                                                                 |                                                                                            |                                                                                    |                         |
| Moiseev-Reaktion                                                              |                         |                                                                                                 |                                                                                            |                                                                                    |                         |
| Ilya Moiseev                                                                  | 1960                    | Ethen, Essigsäure, Sauerstoff, Palladium-Katalysator                                            | Oxidation                                                                                  | Vinylacetat                                                                        | [ 68 ]                  |
| Montgomery-Kupplung                                                           |                         |                                                                                                 |                                                                                            |                                                                                    |                         |
| John Montgomery                                                               | 1997                    | Aldehyde, Alkine, Nickel-Komplex, Organosilan/-boran/zinkverbindung/-zirconiumverbindung        | Kupplung                                                                                   | Allylalkohole                                                                      | [ 69 ]                  |
| Moore-Cyclisierung                                                            |                         |                                                                                                 |                                                                                            |                                                                                    |                         |
| Harold W. Moore                                                               | 1985                    | Eninketene                                                                                      | biradikalische Cyclisierung                                                                | Phenole                                                                            | [ 70 ]                  |
| Morgan-Walls-Reaktion                                                         |                         |                                                                                                 |                                                                                            |                                                                                    |                         |
| Gilbert Thomas Morgan und Leslie Percy Walls                                  | 1931                    | N-Acyl-2-aminobiphenyl, Phosphoroxychlorid                                                      | intramolekulare Cyclisierung                                                               | Phenanthridin, Phenathridinderivate                                                | [ 71 ]                  |
| Reaktionsschema Morgan-Walls-Reaktion                                         |                         |                                                                                                 |                                                                                            |                                                                                    |                         |
| Morita-Baylis-Hillman-Reaktion                                                |                         |                                                                                                 |                                                                                            |                                                                                    |                         |
| siehe Baylis-Hillman-Reaktion                                                 |                         |                                                                                                 |                                                                                            |                                                                                    |                         |
| Mori-Ban-Indolsynthese                                                        |                         |                                                                                                 |                                                                                            |                                                                                    |                         |
| Miwako Mori, Yoshio Ban                                                       | 1977                    | o-Halogenaniline, Palladium(II)-acetat, Triphenylphosphin                                       | Bildung von Pd(0), oxidative Addition von Pd(0), Ringschluss, β-Hydrid-Eliminierung        | Indole                                                                             | [ 72 ]                  |
| Mori-Shibasaki-Nitrogenierung                                                 |                         |                                                                                                 |                                                                                            |                                                                                    |                         |
| Miwako Mori, Masakatsu Shibaki                                                | 1987                    | Carbonsäurechloride/cyclische Carbonsäureanhydride, Titan-Magnesium-Komplex 3 THF·Mg2Cl2O·TiNCO | Insertion von Stickstoff                                                                   | Amide/Imide                                                                        | [ 73 ]                  |
| Morin-Umlagerung                                                              |                         |                                                                                                 |                                                                                            |                                                                                    |                         |
| Robert Morin                                                                  | 1963                    | Penizillin-Sulfoxide, Säure                                                                     | Umlagerung                                                                                 | Cephalosporine                                                                     | [ 74 ]                  |
| Reaktionsschema Morin-Umlagerung                                              |                         |                                                                                                 |                                                                                            |                                                                                    |                         |
| Moureau-Mignonac-Ketiminsynthese                                              |                         |                                                                                                 |                                                                                            |                                                                                    |                         |
| Charles Moureau, Georges Mignonac                                             | 1913                    | Nitrile, Grignard-Verbindungen                                                                  | nucleophile Addition                                                                       | Ketimine                                                                           | [ 75 ]                  |
| Reaktionsschema Moureau-Mignonac-Ketiminsynthese                              |                         |                                                                                                 |                                                                                            |                                                                                    |                         |
| Mousseron-Fraisse-McCoy-Cyclopropanierung                                     |                         |                                                                                                 |                                                                                            |                                                                                    |                         |
| Max Mousseron, R. Fraisse, Layton L. McCoy                                    | 1957–59                 | α-Halogencarbonsäureester/-nitrile, α,β-ungesättigte Carbonsäureester/Nitrile                   | Michael-Addition, Ringschluss                                                              | Cyclopropane                                                                       | [ 76 ] [ 77 ] [ 78 ]    |
| Mukaiyama-Michael-Addition                                                    |                         |                                                                                                 |                                                                                            |                                                                                    |                         |
| Teruaki Mukaiyama, Arthur Michael                                             | 1973                    | α,β-ungesättigte Carbonylverbindungen, Silylenolether, Lewis-Säure                              | Michael-Addition                                                                           | Bildung einer C-C-Bindung                                                          | [ 79 ]                  |
| Reaktionsschema Mukaiyama-Michael-Addition                                    |                         |                                                                                                 |                                                                                            |                                                                                    |                         |
| Mukaiyama-Aldolreaktion                                                       |                         |                                                                                                 |                                                                                            |                                                                                    |                         |
| Teruaki Mukaiyama                                                             | 1973                    | Carbonylverbindungen, silylierte Enole, Lewis-Säure                                             | gekreuzte Aldolreaktion                                                                    | β-Hydroxycarbonylverbindungen                                                      | [ 80 ]                  |
| Reaktionsschema Mukaiyama-Aldolreaktion                                       |                         |                                                                                                 |                                                                                            |                                                                                    |                         |
| Mukaiyama-Oxidation                                                           |                         |                                                                                                 |                                                                                            |                                                                                    |                         |
| Teruaki Mukaiyama                                                             | 1968                    | Aldehyde, Grignard-Verbindungen, 1,1‘-(Azodicarbonyl)dipiperidin                                | Grignard-Reaktion, Oxidation                                                               | Ketone                                                                             | [ 81 ]                  |
| Mukaiyama-Redoxkondensation                                                   |                         |                                                                                                 |                                                                                            |                                                                                    |                         |
| Teruaki Mukaiyama                                                             | 1976                    | Alkohole, Triphenylphoshin, Chinone, Carbonsäuren                                               | Kondensation                                                                               | Carbonsäureester                                                                   | [ 82 ]                  |
| Mukaiyama-Ueno-Oxidation                                                      |                         |                                                                                                 |                                                                                            |                                                                                    |                         |
| Teruaki Mukaiyama, Yoshio Ueno                                                | 1976                    | 1,2-Diole, Brom, Distannoxane                                                                   | partielle Oxidation                                                                        | Ketoalkohole                                                                       | [ 83 ] [ 84 ]           |
| Mukaiyama-Veresterung                                                         |                         |                                                                                                 |                                                                                            |                                                                                    |                         |
| Teruaki Mukaiyama                                                             | 1975                    | Carbonsäuren, 2-Chloro-1-methyl-pyridiniumiodid, Alkohole                                       | Kondensation                                                                               | Carbonsäureester                                                                   | [ 85 ]                  |
| Müller-Cunradi-Pieroh-Prozess                                                 |                         |                                                                                                 |                                                                                            |                                                                                    |                         |
| Martin Müller-Cunradi, Kurt Pieroh                                            | 1939                    | Acetale, Enolether, Lewis-Säure                                                                 | Abspaltung eines Alkoholats, Bildung einer C-C-Bindung, Bildung eines Acetals              | 3-Alkoxyacetale                                                                    | [ 86 ]                  |
| Reaktionsschema Müller-Cunradi-Pieroh-Prozess                                 |                         |                                                                                                 |                                                                                            |                                                                                    |                         |
| Müller-Rochow-Synthese                                                        |                         |                                                                                                 |                                                                                            |                                                                                    |                         |
| Richard Müller, Eugene Rochow                                                 | 1940                    | Chlormethan, Silicium, Kupfer                                                                   |                                                                                            | Methylchlorsilane                                                                  | [ 87 ] [ 88 ]           |
| {\displaystyle \mathrm {2\ CH_{3}Cl+Si\longrightarrow (CH_{3})_{2}SiCl_{2}} } |                         |                                                                                                 |                                                                                            |                                                                                    |                         |
| Mundy-N-Acyllactam-Umlagerung                                                 |                         |                                                                                                 |                                                                                            |                                                                                    |                         |
| Bradford P. Mundy                                                             | 1972                    | Lactame, Carbonsäurechloride, Calciumoxid                                                       | Reaktion zum N-Acyllactam, Umlagerung in der Pyrolyse                                      | cyclische Imine                                                                    | [ 89 ]                  |
| Murahashi-Reaktion                                                            |                         |                                                                                                 |                                                                                            |                                                                                    |                         |
| Shun‐Ichi Murahashi                                                           | 1979                    | Organolithiumverbindungen, Alkenylhalogenide, Palladium-Triphenylphosphin-Katalysator           | Kupplung                                                                                   | Alkene                                                                             | [ 90 ]                  |
| Reaktionsschema Murahashi-Reaktion                                            |                         |                                                                                                 |                                                                                            |                                                                                    |                         |
| Murahashi-Allylalkylierung                                                    |                         |                                                                                                 |                                                                                            |                                                                                    |                         |
| Shun‐Ichi Murahashi                                                           | 1977                    | Allylalkohole, Lithiumalkyle, Kupfer(I)-iodid, Phosphinimine                                    | Alkylierung                                                                                | in Allylstellung alkylierte Alkene                                                 | [ 91 ]                  |
| Murai-Reaktion                                                                |                         |                                                                                                 |                                                                                            |                                                                                    |                         |
| Shinji Murai                                                                  | 1993                    | Aromaten, Alkene, Ruthenium-Katalysator                                                         | Bildung einer C-C-Bindung                                                                  | Alkylaromaten                                                                      | [ 92 ]                  |
| Reaktionsschema Murai-Reaktion                                                |                         |                                                                                                 |                                                                                            |                                                                                    |                         |
| Murphy-Indolsynthese                                                          |                         |                                                                                                 |                                                                                            |                                                                                    |                         |
| John A. Murphy                                                                | 1997                    | N-verbrückte Arylradikale und Vinylhalogenide                                                   | Cyclisierung                                                                               | Indole                                                                             | [ 93 ]                  |
| Myers-Saito-Cyclisierung                                                      |                         |                                                                                                 |                                                                                            |                                                                                    |                         |
| Andrew G. Myers, Isao Saito                                                   | 1989                    | Eninallene                                                                                      | intramolekulare Umlagerung                                                                 | Aromaten                                                                           | [ 94 ] [ 95 ]           |
| Reaktionsschema Myers-Saito-Cyclisierung                                      |                         |                                                                                                 |                                                                                            |                                                                                    |                         |
| Myers-Alkylierung                                                             |                         |                                                                                                 |                                                                                            |                                                                                    |                         |
| Andrew G. Myers                                                               | 1994                    | N-acyliertes Pseudoephedrin, Lithiumdiisopropylamid, Alkyliodide                                | Deprotonierung in α-Position, Alkylierung                                                  | enantioselektive Carbonsäuren/Aldehyde/Alkohole                                    | [ 96 ]                  |
| Myers-Deoxygenierung                                                          |                         |                                                                                                 |                                                                                            |                                                                                    |                         |
| Andrew G. Myers                                                               | 1997                    | Alkohole, ortho-Nitrobenzolsulfonylhydrazin, Triphenylphosphin, DEAD                            | Mitsunobu-Reaktion, Eliminierung von Arylsulfonsäure zum Diimin, Abspaltung von Stickstoff | Alkane                                                                             | [ 97 ]                  |